# Kaiserpokal 1974
Der Kaiserpokal 1974 war die 54. Austragung des Kaiserpokals, des höchsten japanischen Fußballpokalwettbewerbs. Sieger des Wettbewerbs waren die Yanmar Diesel.

## Ergebnisse

### 1. Runde
|                  | Ergebnis |                |
| ---------------- | -------- | -------------- |
| Chūō-Universität | 6:0      | Iwate Teachers |
| Teijin Matsuyama | 1:2      | NTT Kinki      |

### 2. Runde
|                           | Ergebnis        |                          |
| ------------------------- | --------------- | ------------------------ |
| Chūō-Universität          | 0:2             | Nippon Kokan             |
| Dōshisha-Universität      | 1:2             | Nagoya SC                |
| Honda Motors              | 1:2             | Waseda-Universität       |
| Kyushu-Sangyo-Universität | 0:2             | Handelsuniversität Osaka |
| Universität Sapporo       | 2:1             | Hōsei-Universität        |
| Mitsui Shipbuilding       | 0:4             | Tanabe Pharmaceutical    |
| Teihens FC                | 0:5             | Yomiuri                  |
| Eidai Industries          | 2:2 (3:0 i. E.) | NTT Kinki                |

### Achtelfinale
|                          | Ergebnis        |                             |
| ------------------------ | --------------- | --------------------------- |
| Furukawa Electric        | 0:1             | Nippon Kokan                |
| Nagoya SC                | 2:5             | Yanmar Diesel               |
| Toyota Motors            | 1:0             | Waseda-Universität          |
| Handelsuniversität Osaka | 1:2             | Mitsubishi Heavy Industries |
| Hitachi                  | 9:0             | Universität Sapporo         |
| Tanabe Pharmaceutical    | 0:1             | Toyo Industries             |
| Towa Real Estate         | 3:2             | Yomiuri                     |
| Eidai Industries         | 1:1 (3:1 i. E.) | Nippon Steel                |

### Viertelfinale
|                  | Ergebnis |                             |
| ---------------- | -------- | --------------------------- |
| Nippon Kokan     | 0:3      | Yanmar Diesel               |
| Toyota Motors    | 1:2      | Mitsubishi Heavy Industries |
| Hitachi          | 1:2      | Toyo Industries             |
| Towa Real Estate | 0:1      | Eidai Industries            |

### Halbfinale
|                 | Ergebnis |                             |
| --------------- | -------- | --------------------------- |
| Yanmar Diesel   | 2:0      | Mitsubishi Heavy Industries |
| Toyo Industries | 1:2      | Eidai Industries            |

### Finale
|               | Ergebnis |                  |
| ------------- | -------- | ---------------- |
| Yanmar Diesel | 2:1      | Eidai Industries |